# マンダリカ・インターナショナル・ストリート・サーキット
プルタミナ・マンダリカ・インターナショナル・ストリート・サーキット（英語: Pertamina Mandalika International Street Circuit）は、インドネシア・西ヌサ・トゥンガラ州セントラル・ロンボク県プジュットにあるサーキットである。
「プルタミナ」はスポンサーであるインドネシア国有の石油・天然ガス関連企業。「ストリート・サーキット」と称しているが、仮設の公道コースではなく、常設のクローズド・サーキットである。

## 概要

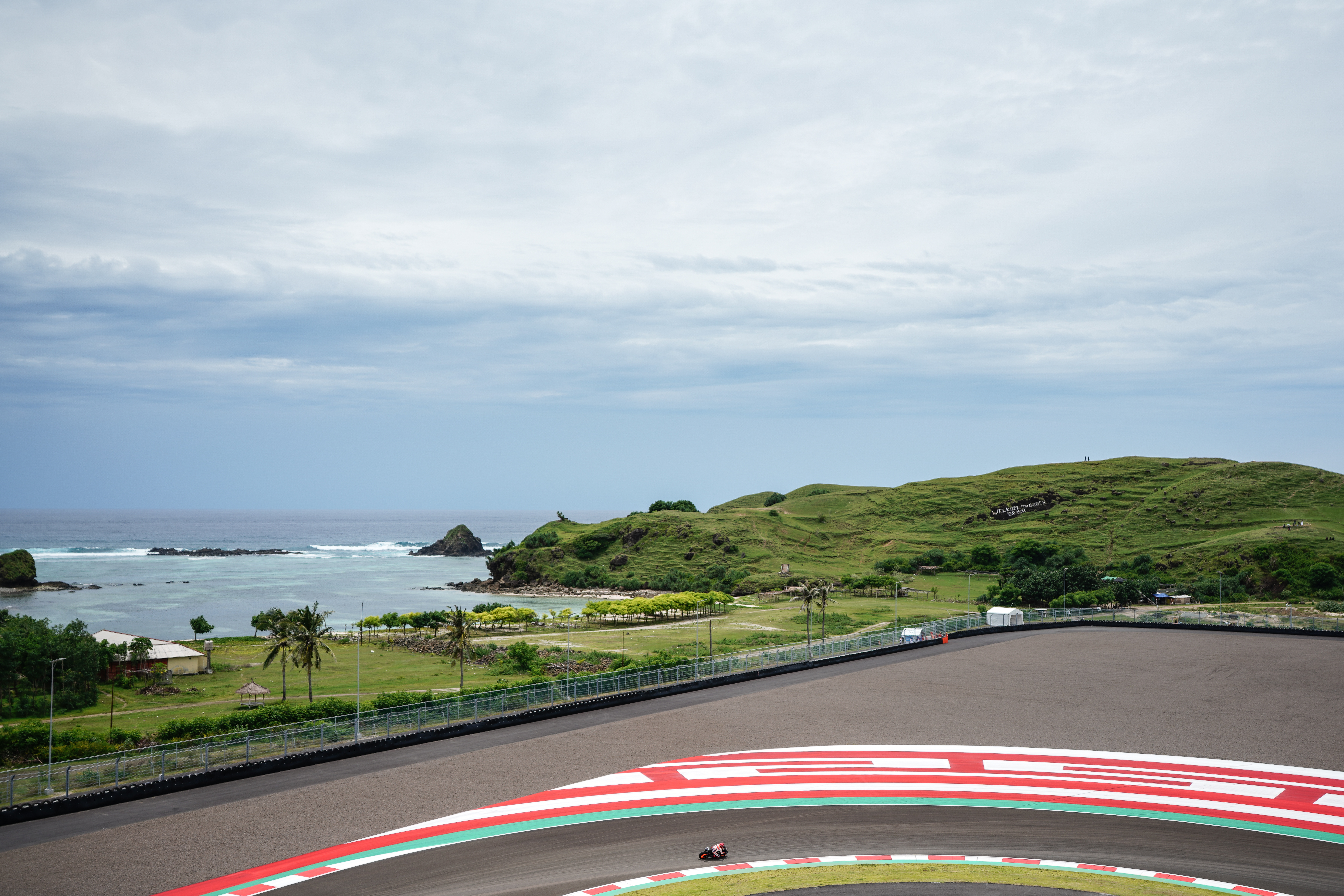
コース南端のターン10は海岸線に面する

2021年、バリ島に近いロンボク島南部のマンダリカ地区に完成した。この一帯は国家事業としてマリンリゾート開発が進行中であり、サーキットの南側はインド洋に面し、サーフスポットとして知られるビーチが広がる。
コース全長は約4.3km。路面はほぼ平坦で、右コーナーが11、左コーナーが6。直線が短く、中高速コーナーが連続するテクニカルタイプのコースである。
グランドスタンド席5万席、収容人数は195,700人。サーキットのピットビルは全長350メートルで2階建て（一部3階建て）で、ピットガレージは50台収容できる。レースが開催されていない時は、ピットビルを会議センターにすることもできる。レースコントロールから100メートルのところには、3つのヘリポートを備えた医療センタービルがある。
2021年11月、スーパーバイク世界選手権 (SBK) が開催され、2022年3月にはロードレース世界選手権 (MotoGP) のインドネシアグランプリが15年ぶりに当地で開催された。同年2月にはGPライダー達による公式テスト走行が行われたが、路面剥離への懸念が示され、グランプリ開幕前に再舗装が行われた。